# Caleta Gonzalo

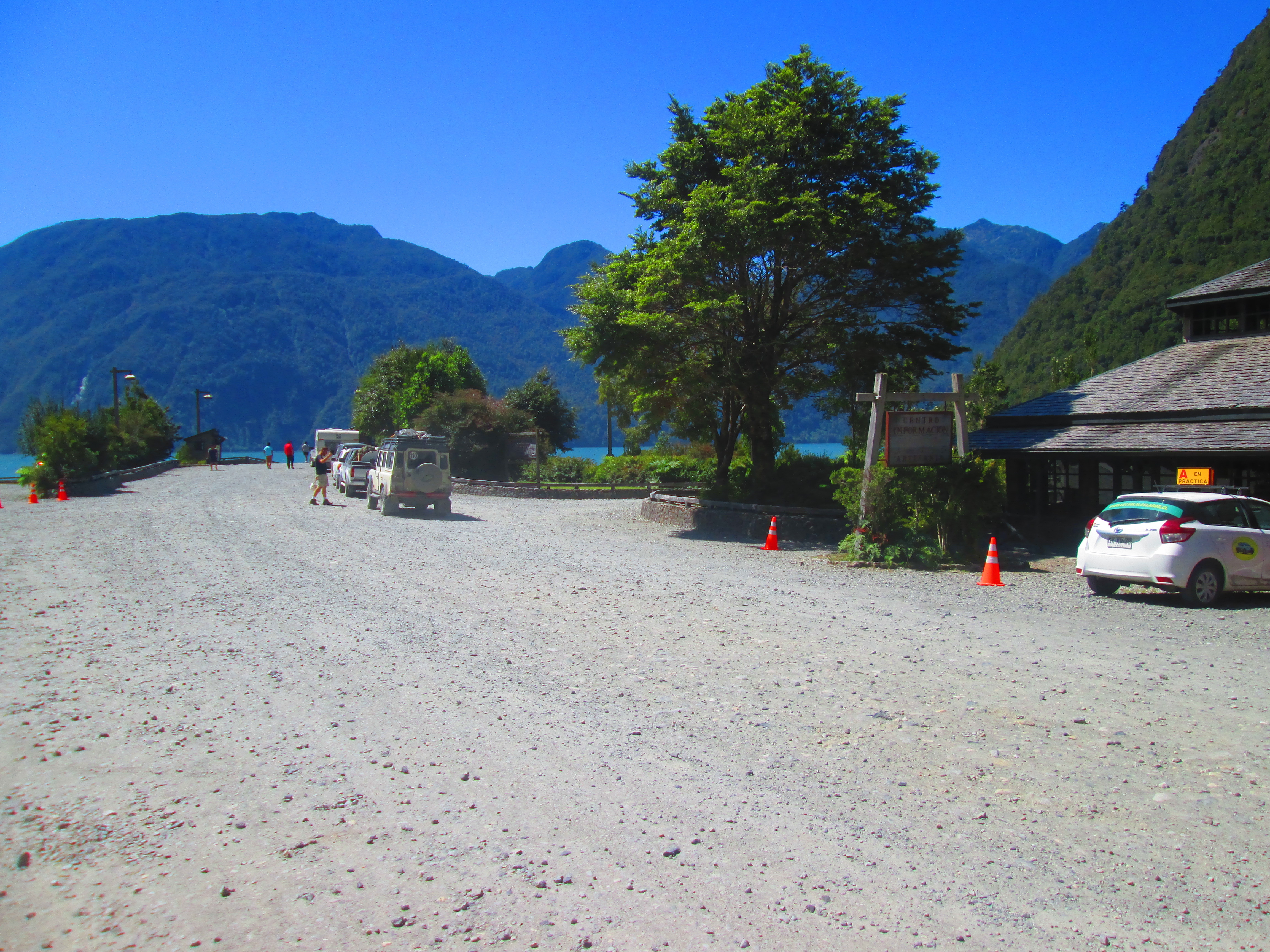
Entrada donde arriba la barcaza a Caleta Gonzalo.

Caleta Gonzalo es un pequeño poblado en el margen oriental del Parque Pumalín, en la comuna de Chaitén, Región de Los Lagos (Chile).
Se puede acceder hasta Caleta Gonzalo mediante transbordador desde Caleta Fiordo Largo ubicada en el Fiordo Reñihue que forman parte de la Carretera Austral.
Caleta Gonzalo, fue antiguamente el campamento del Cuerpo Militar del Trabajo que construyó la Carretera Austral, actualmente hay servicios turísticos en este punto que pertenecen al Parque Pumalín tales como cafetería, restaurante y servicios de alojamiento en cabañas y un camping junto a la playa. Desde este punto se ofrecen excursiones a las loberías del Fiordo. Desde este mismo punto se pueden realizar visitas a través de los senderos en uno de los sectores de este Parque.
En sus proximidades se encuentra también Reñihue junto al río del mismo nombre.